# 글루코시놀레이트

글루코시놀레이트(영어: Glucosinolate)는 겨자, 양배추 및 고추냉이와 같은 많은 매운 식물의 천연 성분이다. 이러한 식물의 매운맛은 식물 물질을 씹거나 자르거나 달리 손상했을 때 식물의 유액에서 생산된 글루코시놀레이트에 기인한다. 이 천연 화학 물질은 해충과 질병에 대한 식물 방어에 기여하고 십자화과 야채의 독특한 쓴 맛을 부여한다.

## 방어기제
이러한 십자화과 식물의 글루코시놀레이트라는 피토케미컬은 곤충의 애벌레가 이를 섭취했을 때 생화학적 작용에 의해 체내에서 독성 물질로 바뀌는 기전이 있다. 한편 이후 진화적으로 배추흰나비를 포함한 일부 곤충들은 글루코시놀레이트가 체내에서 독성 물질로 바뀌지 못하도록 대응하는 유전적으로 단백질 효소를 개발해온 것으로 알려졌다. 많은 생태학 전문가들은 이러한  계속되는 십자화과 식물과 배추흰나비의 유전자 싸움이 유전적으로 이들 종간에 약 9천만년에 이르는 시간동안 반복적으로 진행해온 것으로 이러한 공진화(coevolution)에대한 연구 및 이를 학회에 보고한 바 있다.

## 같이 보기
- 붉은 여왕 가설
- 효소 저해제